# Rebecca Henderson (gångare)
Rebecca Henderson, född 4 juli 2001 i Dandenong, är en australisk friidrottare som tävlar i gång.

## Karriär
Vid olympiska sommarspelen 2020 i Tokyo slutade Henderson på 38:e plats på 20 kilometer gång. Vid oceaniska mästerskapen 2022 i Mackay tog hon silver på 10 000 meter gång.